# Stegana taba
Stegana taba är en tvåvingeart som beskrevs av Toyohi Okada 1971. Stegana taba ingår i släktet Stegana och familjen daggflugor. Inga underarter finns listade i Catalogue of Life.